# Ferrovia Salemi-Kaggera
La ferrovia Salemi-Kaggera era una ferrovia a scartamento ridotto di 950 mm (metrico italiano) costruita, ma non aperta all'esercizio.
Lunga 26,3 chilometri, avrebbe dovuto collegare la stazione di Salemi, già capolinea della linea a scartamento ridotto proveniente da Santa Ninfa (nonché scalo ferroviario sulla tratta Alcamo–Castelvetrano) con la stazione di Kaggera ossia l'attuale scalo di Calatafimi (attivato nel 1937) sulla Alcamo Dir.ne – Trapani (stazione che avrebbe cambiato nome), toccando i paesi di Salemi, Vita e Calatafimi (la cui stazione con relativo fabbricato viaggiatori e magazzino merci è ancora visibile in Contrada Ponte Patti). Nelle intenzioni dei progettisti essa sarebbe diventata una prosecuzione della rete a scartamento ridotto dell'isola unendo direttamente Santa Ninfa alla stazione di Kaggera (l'attuale Calatafimi).

## Storia
La realizzazione delle opere civili fu affidata alla “Società Anonima per Costruzione ed Esercizio di Ferrovie” (CEF) che completò per intero il sedime, opere d'arte quali ponti, gallerie, sottopassaggi e fabbricati che avrebbero dovuto ospitare il personale, ma la linea non venne mai aperta al traffico.
La linea venne progettata per collegare i comuni della Valle del Belice direttamente con il capoluogo di Provincia. L'intenzione del progetto era quella di arrivare direttamente fino a Trapani, evitando il lungo giro costiero via Mazara del Vallo e Marsala, ma iniziato troppo in ritardo, verso il 1930, non fu più realizzato interamente e nell'ottobre del 1935 venne aperto all'esercizio solo il breve tratto di 10 km per Salemi. mentre il tratto successivo fino a Calatafimi nonostante già in parte realizzato non venne mai armato e rimase abbandonato.
Tutte le opere civili sono state realizzate e la sede ferroviaria è stata costruita per quasi l’intero tracciato.

## Percorso
| Continuation backward |

| Station on track |

| Unknown route-map component "CONTgq" | Unknown route-map component "xABZgr" |  |

| Unknown route-map component "exBHF" |

| Unknown route-map component "exBHF" |

| Unknown route-map component "exHST" |

| Unknown route-map component "exBHF" |

|  | Unknown route-map component "xABZg+l" | Unknown route-map component "CONTfq" |

| Station on track |

| Unknown route-map component "exSHI3+l" | Unknown route-map component "edSHI3gr" |  |

| Unknown route-map component "exSTRl" | Unknown route-map component "edKRZu" | Unknown route-map component "exCONTfq" |

| Continuation forward |

Buona parte del tracciato, le opere murarie, i passamani in ferro arrugginito sono ancora ben visibili. Un tratto del sedime è stato trasformato in strada nei pressi dell'abitato di Vita. Sono tuttora esistenti taluni fabbricati di stazioni e caselli, in alcuni casi trasformati in strutture pubbliche o in abitazioni private.
Attualmente in alcuni punti dove era previsto il tracciato adesso vi sono delle case.
Attualmente gran parte del tracciato e delle opere d'arte sono ancora visibili e percorribili, utilizzate come strade campestri sterrate. Un lungo tratto del sedime è stato convertito in strada nei pressi dell'abitato di Vita. Ancora esistenti anche i fabbricati delle stazioni e i caselli, in molti casi abitati.
L'ex-sedime è ben evidente nella campagna tra Salemi e Gibellina Nuova. La stazione di Salemi città, all'epoca costruita nelle adiacenze dell'odierna caserma dei Carabinieri è stata abbattuta per far posto alla realizzazione di una strada.
Percorrendo la strada tra Salemi e Vita, sulla sinistra, sono riconoscibili numerosi sottopassaggi e prima di raggiungere l'abitato di Vita è visibile un casello a Fiumelungo di Salemi, che negli anni '50/60 è stato convertito in scuola elementare.
Il fabbricato della stazione di Vita è stato riutilizzato per altri scopi.
L'ex-sedime tra Calatafimi e Vita è usato come strada rurale.
Il fabbricato viaggiatori della stazione di Calatafimi (Città), in stato di abbandono è ancora in buone condizioni.
Procedendo verso la stazione di Kaggera, subito dopo la stazione di Calatafimi (Città) è ancora ben conservato un sottopassaggio della SP 14 che presenta il particolare del fascio recante l'anno di costruzione (1929) e sotto il numero romano VII a testimonianza che la struttura è riconducibile all'era fascista.